# فريد عبد الحميد
فريد عبد الحميد عبد الغني، كاتب وسيناريست مصري، من مواليد العام 1960م. هو عضو سابق بحزب الوفد، وزعيم حزب الاستقلال المصري الجديد. وتوفي 8 يناير 2017.

## العمل الفني
عمل كمساعد مخرج مسرح في العديد من الروايات.

### الإخراج
قام بإخراج العديد من الروايات منها:
- الملك يموت مرتين بمشاركة الفنان نور الشريف عام 1996 علي مسرح الهناجر.

### الروايات المسرحية
له أكثر من خمسة عشر رواية مسرحية منها:
- الهروب.
- دماء علي البلاط الملكي.
- الحريق.
- السلطان وجلالته.
- الأراجوزات.
- أبقي قابلني لو فهمت.
- مدرسة بنات.

### الأعمال التلفزيوينية
له في مجال التليفزيون العديد من الأعمال منها:
- (أفتح قلبك)
- (الساعات الحرجة)
- (الست عيشة)
- (مقام المالطي)
- (هي عندما تحب)
- (الغرباء)
- (الجريمة الغامضة)

### المسلسلات
- مسلسل (سات كوم واحد)
- (ياسين في مستشفي المجانين): وهو مسلسل ساخر من المجتمع العربي بطولة النجم الكوميدي الكبير محمد نجم
- مسلسل القناص
- مسلسل الرهينة

### في السينما
في مجال السينما له خمسة أفلام هي:
- (الأجير)
- (ليلة الرعب)
- (أرواح شريرة)
- (الملعون)
- (حاجة تخنق)

## مشاكله مع الرقابة
تعرضت بعض مسرحياتة لرفض الرقابة مثل مسرحية جوليت ومحمود التي رفضتها الرقابة برغم موافقة الكتدرائية عليها موافقة صريحة.
كذلك واحه مشاكلا مع الرقابة في فيلم (وطني في الجامعة العربية) وهو فيلم سياسي تم تصنيفة رقابيا بأنه معادي للسامية.

## ترجمة أعماله
له العديد من المترجمات للغة البولندية واللغة الفرنسية واللغة الفارسية.

## تقديم البرامج
رغم تجاوزه الخامسة والأربعين من عمره، اختارته إحدى الفضائيات لتقديم برنامج رومانسي باسم أفتح قلبك ثم بدأت العديد من العروض لتقديم بعض البرامج ليتحول إلي كاتب ومقدم برامج.